# Inktomi
Inktomi Corporation fue una compañía de California que proporcionaba software para proveedores de servicios de Internet. Fue fundada en 1996 por Eric Brewer profesor de la Universidad de Berkeley y el estudiante graduado Paul Gauthier. La empresa fue fundada inicialmente basada en el éxito del mundo real del motor de búsqueda que desarrollaron en la universidad. Tras el estallido de la burbuja punto com, Inktomi fue adquirida por Yahoo!

## Adquisiciones
En septiembre de 1998 Inktomi adquirió C2B Technologies, añadiendo una tecnología de los motores comerciales a su cartera. http://news.cnet.com/Inktomi-buys-Impulse-Buy/2100-1017_3-224817.html

## Inktomi nombre y logotipo
Según el sitio web de Inktomi, "El nombre de la empresa, que se pronuncia 'INK-tuh-me', se deriva de un Leyenda india sobre un personaje de tramposo Iktomi es conocido por su habilidad por derrotar a los adversarios más grandes a través de ingenio y astucia." Inktomi, 28 de abril de 1999. El logotipo de cubo anidada tricolor fue creado por Tom Lamar en 1996.

## Ejecutivos
Antes de la adquisición de Inktomi por Yahoo en 2002:

### Funcionarios corporativos
- David C. Peterschmidt – Chairman, President and Chief Executive Officer (CEO).
- Dr. Eric A. Brewer – Director Científico.
- Timothy J. Burch – Vicepresidente de Recursos humanos.
- Ted Hally –Vicepresidente y gerente general de productos de red.
- Jerry M. Kennelly –Vicepresidente ejecutivo, Director de Finanzas y Secretario.
- Al Shipp – Vicepresidente de Operaciones de Campo en todo el mundo.
- Timothy Stevens – Vicepresidente de Asuntos Empresariales, Asesor General y Secretario Adjunto.
- Steve Hill – Vicepresidente en Europa

### Tablero de directores
- David C. Peterschmidt – Presidente y Director Ejecutivo de la Inktomi Corporation.
- Dr. Eric A. Brewer – Director Científico, Inktomi Corporation.
- Frank Gill Retired – Vicepresidente Ejecutivo, Intel Corporation.
- Fredric W. Harman – Socio, Oak Investment Partners.
- Alan Shugart – Consejero Delegado, Al Shugart International.

## Declaración de misión
"La misión de Inktomi es construir aplicaciones escalables de software que son fundamentales para la infraestructura de Internet.